# Cyrtopodium andersonii
Cyrtopodium andersonii är en orkidéart som först beskrevs av Aylmer Bourke Lambert och Henry Charles Andrews, och fick sitt nu gällande namn av Robert Brown. Cyrtopodium andersonii ingår i släktet Cyrtopodium, och familjen orkidéer. Inga underarter finns listade i Catalogue of Life.

## Bildgalleri

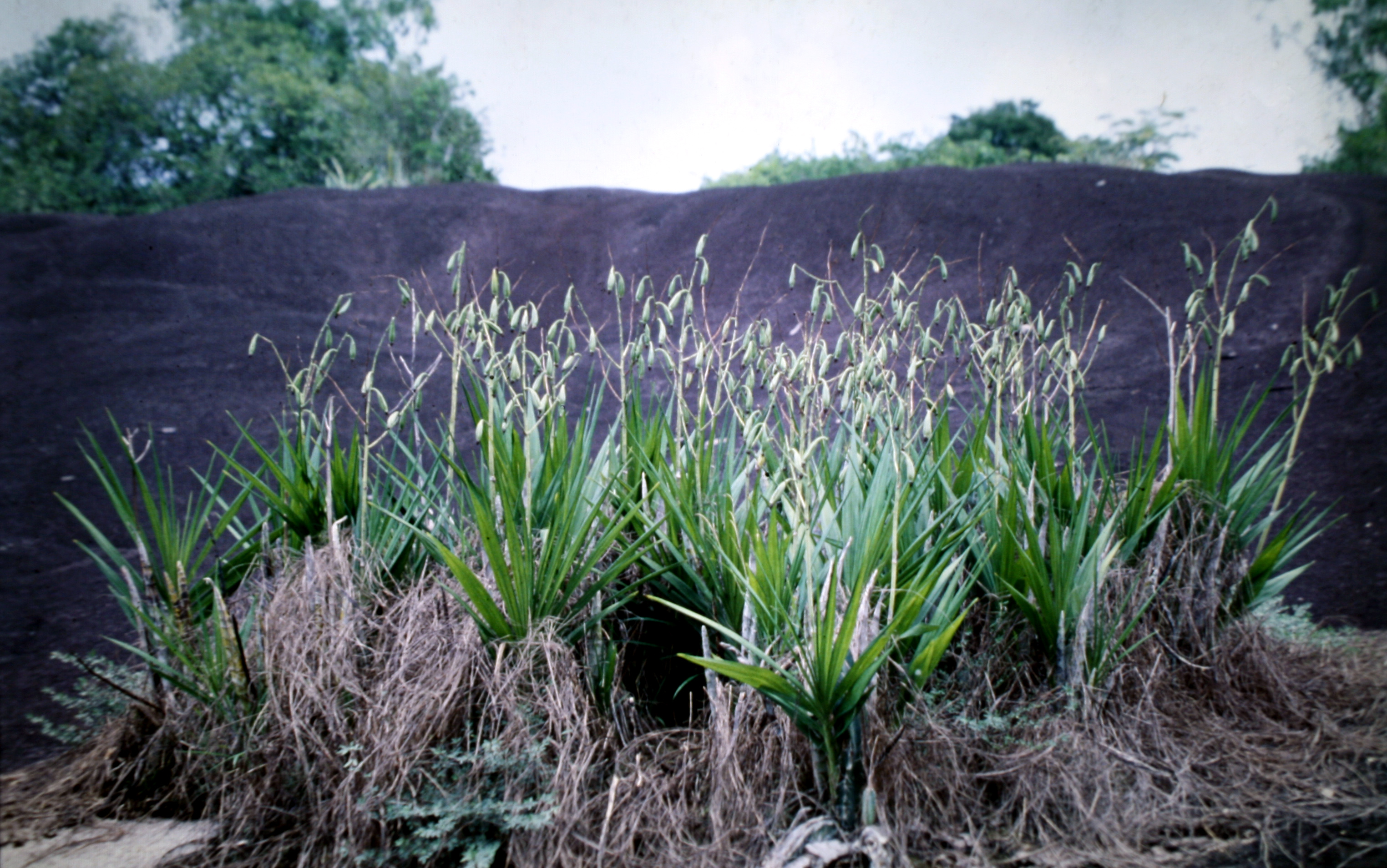
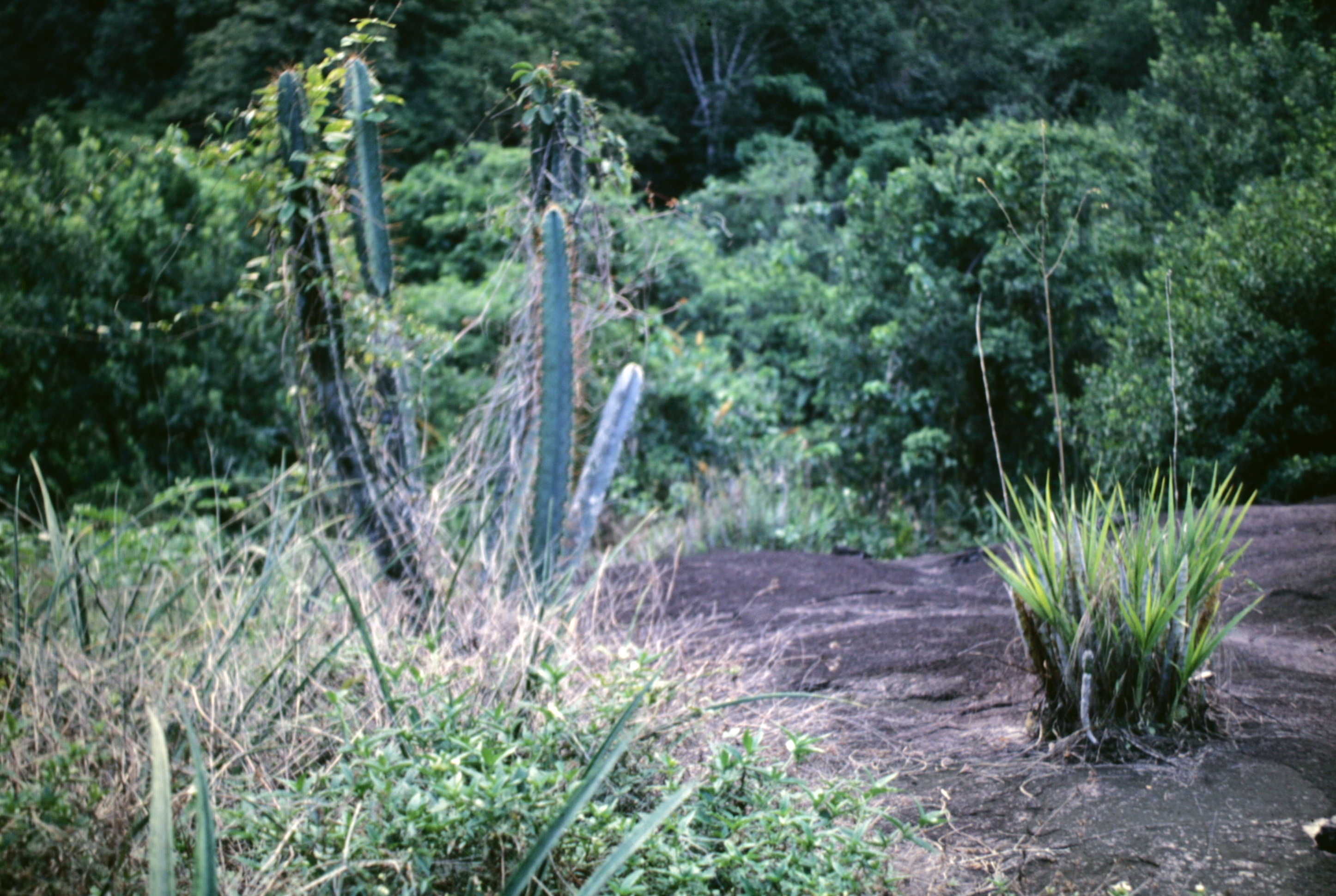
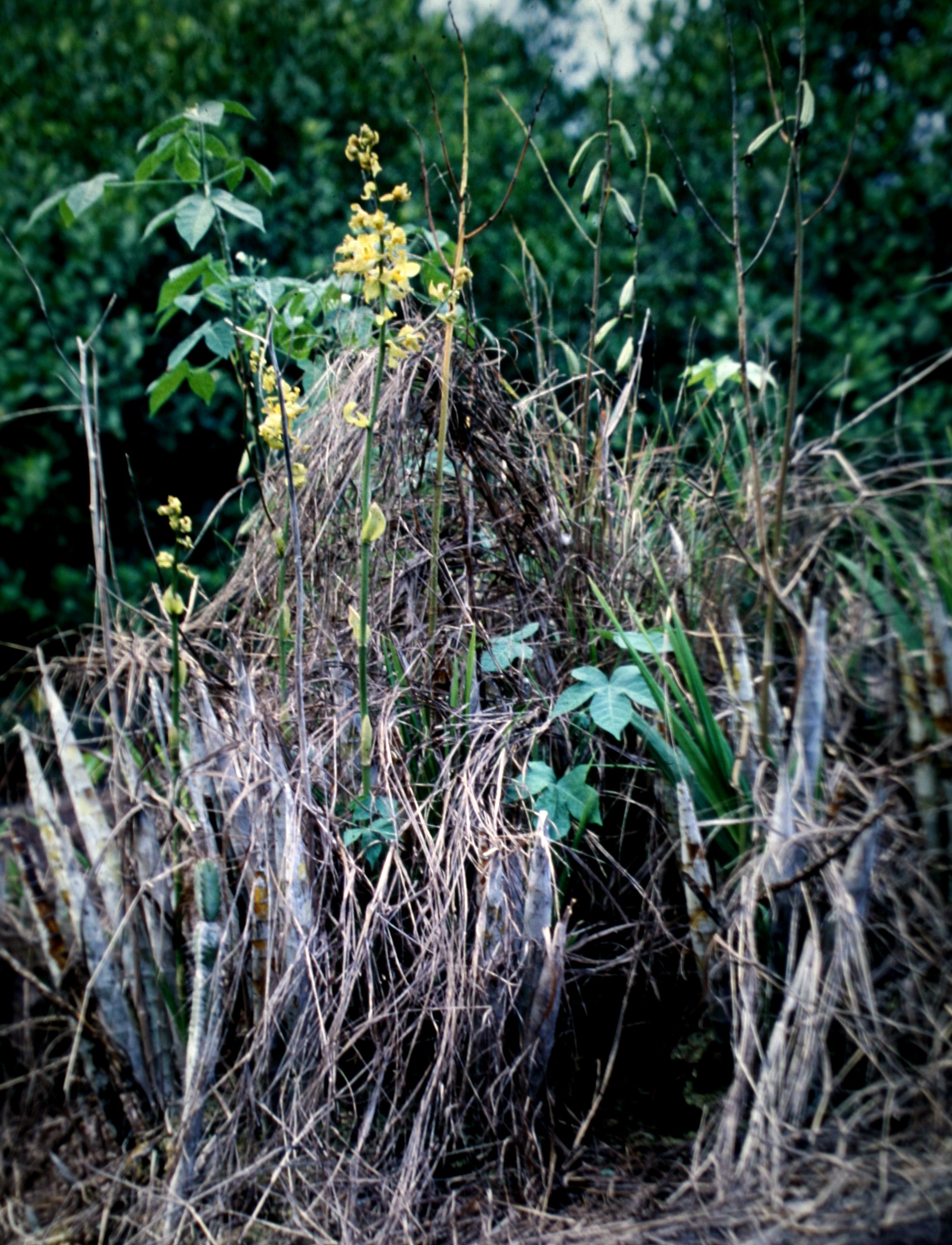
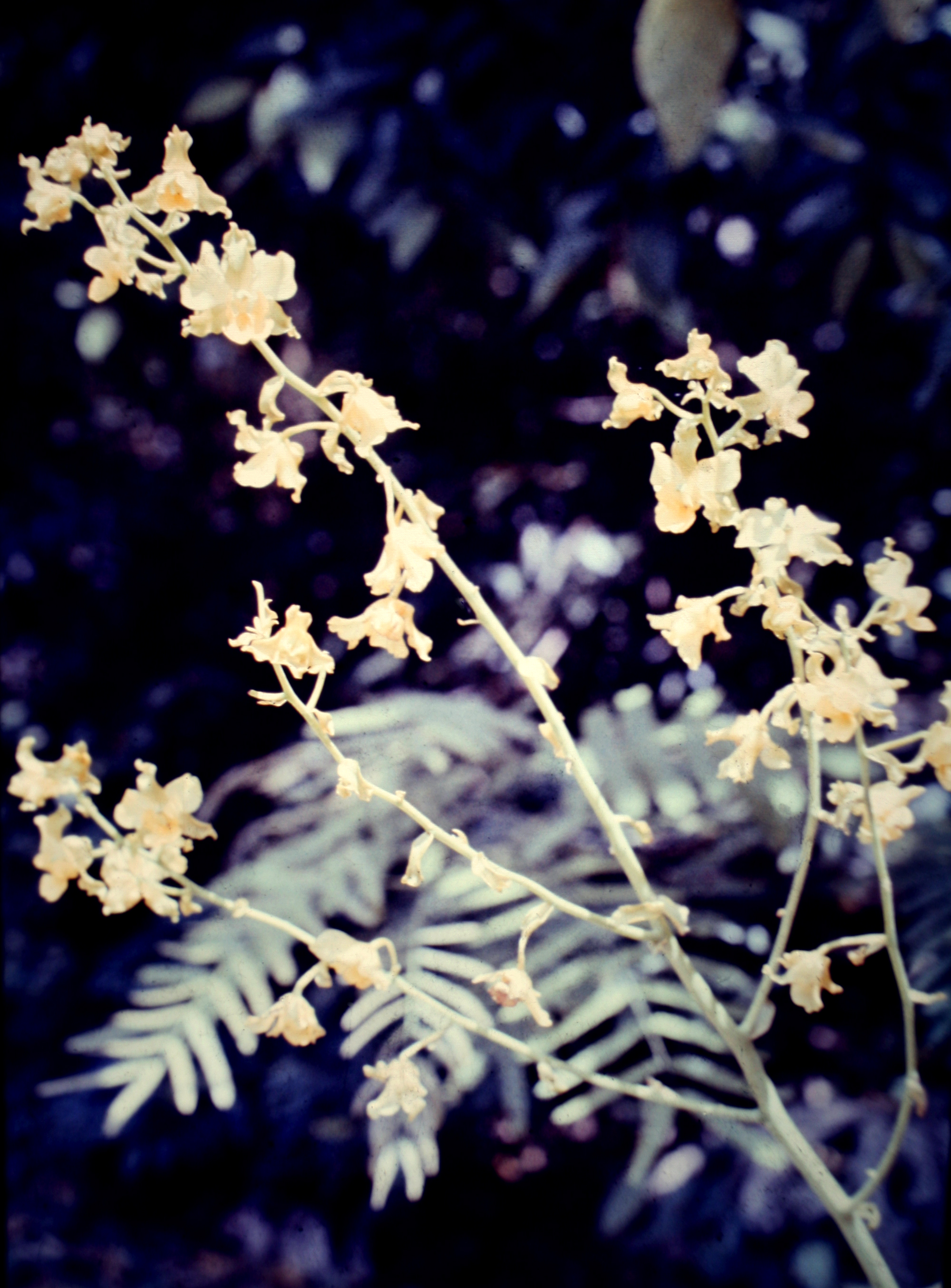
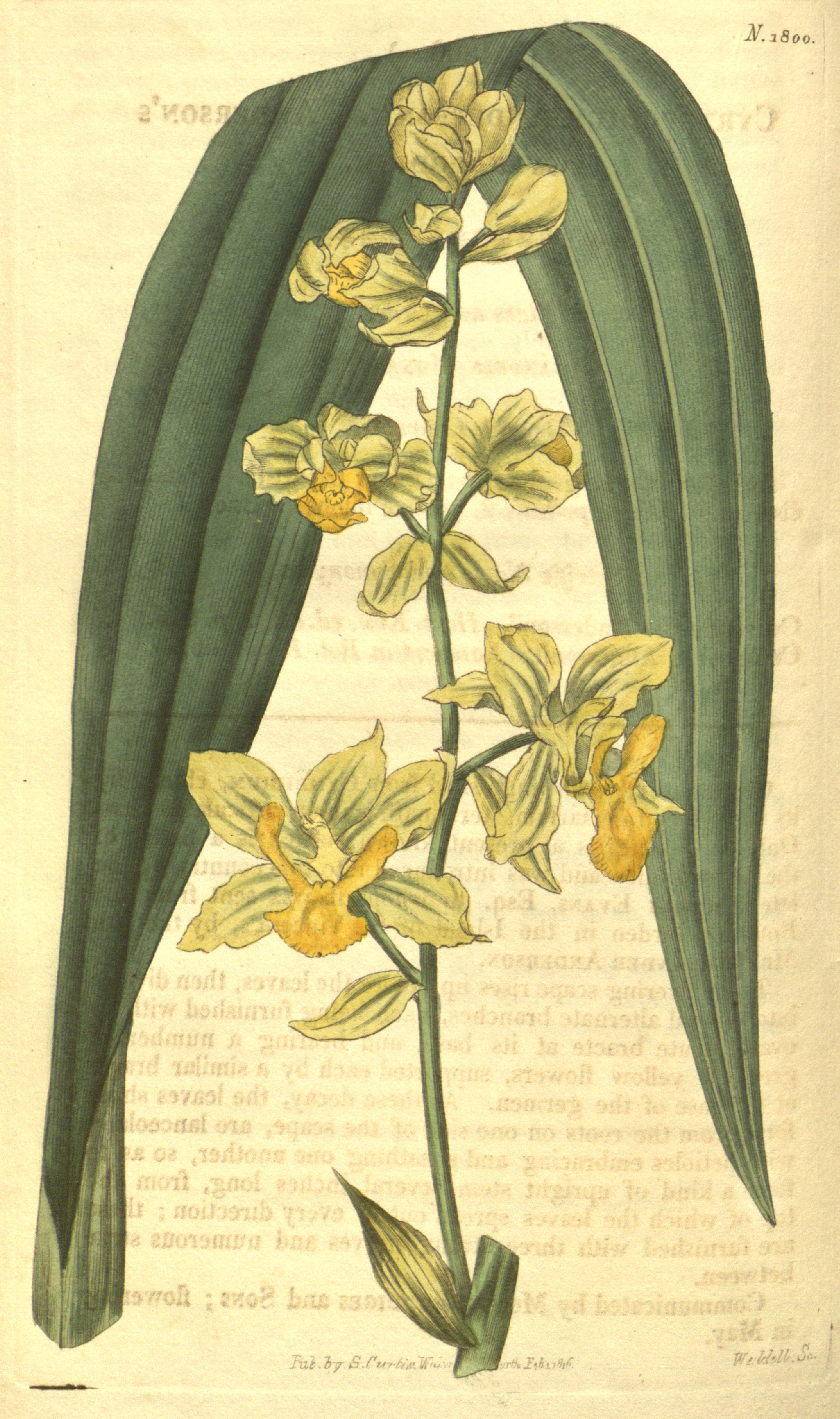
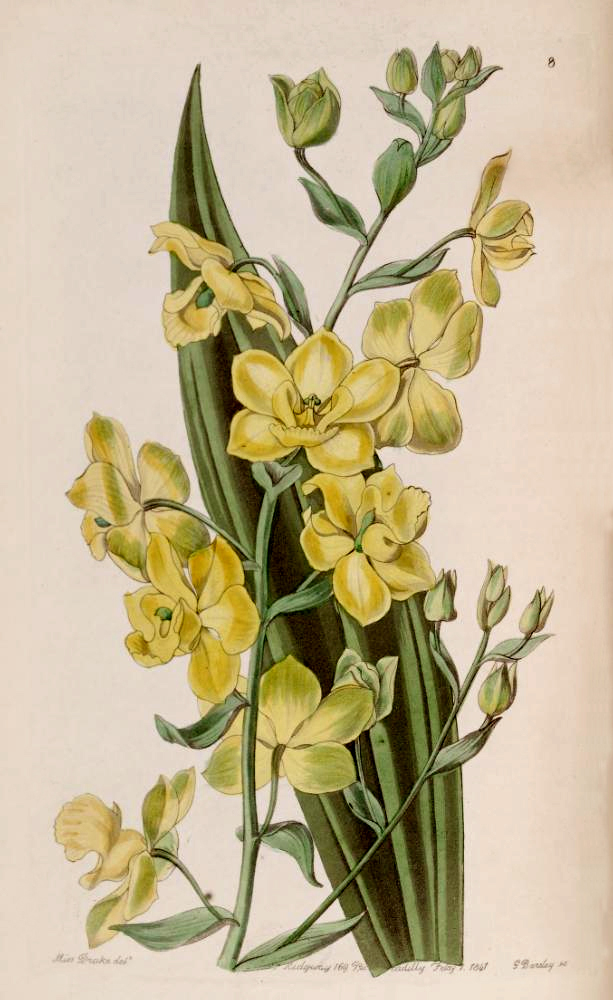